# The NewZealand Story
The NewZealand Story est un jeu vidéo de plates-formes développé et édité par Taito, sorti en 1988 sur borne d'arcade.

## Système de jeu
Le joueur contrôle un kiwi dénommé Tiki dont l'objectif est de secourir ses amis « kiwi-napped » (sic) par un léopard de mer. À la fin de chaque niveau, l'un de ces personnages est délivré. Tout comme dans Bubble Bobble, le joueur peut collecter des lettres qui forment le mot "EXTEND" en vue d'obtenir un bonus. À la différence de Bubble Bobble, les niveaux de The NewZealand Story (TNZS) ne sont pas statiques mais dynamiques comme dans Super Mario Bros (voir la définition du scrolling).
L'arme de base est un projectile en forme de flèche, qui peut être échangé contre des bombes, des lasers ou des boules de feu. Chaque arme a sa spécificité, et son utilité varie en fonction de l'environnement du joueur. TNZS se distingue par la possibilité de conduire plusieurs aéronefs (des ballons de baudruche, un OVNI, etc) que le joueur doit trouver ou subtiliser aux ennemis.
Le jeu se caractérise également par ses nombreuses zones secrètes, ses raccourcis cachés et un niveau spécial dénommé « Heaven » où le joueur, après avoir perdu sa dernière vie, tente d'éviter la fin de partie et a une chance de revenir dans le jeu.

## Versions
Le jeu est disponible sur la plupart des systèmes de l'époque : le jeu d'arcade original est sorti en 1988, les versions sur ordinateurs personnels (éditées en Europe par Ocean Software) sont sorties en 1989 suivies par les versions consoles à partir de 1990. Il fut également porté sur les systèmes japonais FM Towns et X68000 et compris dans le « Batman Pack » de l'Amiga 500, sorti en 1989 et qui s'est vendu à 2 millions d'unités.
Le jeu a également été inclus dans la compilation Taito Legends, éditée en 2005 sur DOS, PlayStation 2 et Xbox. The NewZealand Story est également jouable sur émulateurs (comme MAME ou UAE).
En 2019, un remake de la version Amstrad est annoncé mais cette fois pour les ordinateurs de la gamme "Plus" : Amstrad CPC 6128+ et GX4000.
Le jeu n'a pas eu de suite officielle, mais a fait l'objet de nombreux clones et de versions modifiées, généralement appelées The NewZealand Story 2 ou The NewZealand Story Extra. Le seul jeu de Taito qui présente quelques ressemblances avec TNZS est Liquid Kids (ou Mizubaku Adventure), sorti en 1990, reprend les mêmes polices d'écran, certains éléments de gameplay et un scénario similaire. Le héros du jeu, Tiki le kiwi, y apparait aussi en guest-star, et on le retrouve également dans Bubble Symphony.
En 2007, le jeu a bénéficié d'un remake sur Nintendo DS, New Zealand Story Revolution, développé par Rising Star Games.
Sur la boîte de jeu des versions micros, le nom du grand méchant est associé à un morse (Wally Walrus), bien que le jeu d'arcade le décrive comme un léopard de mer dans le générique de fin. Il s'agit probablement d'une liberté prise par l'équipe marketing de Ocean Software, qui bénéficiait des droits d'adaptation du jeu sur micros.

### Lieux visités dans le jeu
| Niveaux(x) | Name             |
| ---------- | ---------------- |
| 1-1 à 1-4  | Auckland         |
| 2-1 à 2-4  | Rotorua          |
| 3-1 à 3-4  | Waitomo Caves    |
| 4-1        | Wellington       |
| 4-2 à 4-4  | Strait Cook      |
| 5-1 à 5-2  | Hanmer Springs   |
| 5-3 à 5-4  | Aoraki/Mont Cook |

## Équipe de développement
Version arcade :
- Main Staff
  - Kazutomo Ishida
  - Hisaya Yabusaki
  - Akira Ootsuki
  - Makoto Fujita[Lequel ?]
  - Koichi Ooyama

- Sound Effect
  - Hisayoshi Ogura
  - Yasuko Yamada
  - Yasuhisa Watanabe

- One-Time Staff
  - Mitsukou Kimura
  - Naoko Toshimitsu